# Brandon Inge
Charles Brandon Inge (ˈɪndʒ; * 19. Mai 1977 in Lynchburg, Virginia) ist ein ehemaliger US-amerikanischer Baseballspieler in Major League Baseball (MLB).

## Karriere
Brandon Inge wurde 1998 in der zweiten Runde des MLB Draft von den Detroit Tigers ausgewählt. Bis 2004 spielte er als Catcher, wurde aber nach dem Erwerb von Iván Rodríguez zur dritten Base transferiert.
In der ersten Hälfte von 2006 schlug er 17 Homeruns, die zweitmeisten seines Teams, hatte jedoch nur einen Batting Average von .221. In der zweiten Hälfte schlug er .251 und mit 27 Homeruns die zweitmeisten der Tigers. Am 27. Oktober 2006 erreichte der Closer der St. Louis Cardinals, Adam Wainwright in Spiel 5 der World Series 2006 im neunten Inning das letzte und entscheidende Out gegen Inge, der mit einem Strikeout das Spiel beendete und die Cardinals zum World Series Champion machte.
2008 kehrte er vorübergehend auf seine frühere Position als Catcher zurück, nachdem die Tigers Ivan Rodriguez im Juli 2008 zu den New York Yankees transferierten. Die Saison 2009 begann Inge jedoch wieder als Third Baseman. Zum ersten Mal wurde er in diesem Jahr in das All-Star-Team der American League gewählt. Nach Ende der Saison musste er sich einer Operation an beiden Knien unterziehen, konnte aber zu Beginn der Saison 2010 wieder auf der dritten Base spielen. Am 26. August 2010 erreichte er in einem Spiel gegen die Kansas City Royals seinen 1000. Hit. Einen Monat später, am 25. September 2010, kam sein 1100. Strikeout – ein neuer Teamrekord. Nach Schluss der Saison verlängerte Inge seinen Vertrag bei den Tigers um weitere zwei Jahre für $ 11,5 Mio.